# 孙泽洲
孙泽洲（1970年11月—），辽宁省沈阳市人，中国空间技术研究院空间飞行器总体设计部型号总设计师。
孙泽洲的父母都是沈飞集团职工，小学中学在沈飞子弟学校就读，1988年考入南京航空学院（今南京航空航天大学）电子工程专业，1992年毕业后进入中国空间技术研究院工作。2004年，孙泽洲成为嫦娥一号的副总设计师，之后相继担任了嫦娥三号、嫦娥四号探测器、天问一号火星探测器系统总设计师。孙泽洲是中国航天器总体设计和测控通信技术专家，月球及深空探测器技术的新一代领军人物之一。2020年获得全国劳动模范。同年与吴伟仁，于登云一起作为嫦娥四号任务团队优秀代表，共同获得国际宇航联合会2020年度最高奖—“世界航天奖”，是首次获得该奖项的中国航天科学家团队。